# 山岡景命
山岡 景命（やまおか かげのぶ、弘化2年（1845年） - 大正12年（1923年）9月19日）は、滋賀県最初の新聞『滋賀新聞』創刊者の一人。

## 略歴
山岡景命は、弘化2年（1845年）に近江国膳所中庄（現・滋賀県大津市中庄）の膳所藩士山岡景重の子として生まれ、幼児より聡明で工夫改良を行うことが好きだったと伝えられる。京都で師事した岩垣月洲の門下には、西川吉輔・黒田麹廬・杉浦正臣・重剛兄弟・川島宇一郎・鵜飼退蔵・山崎友親・大音龍太郎・富岡鉄斎・富田嘉則・河上市蔵・浅田徳則・永元愿蔵など錚々たる顔ぶれがそろっていた。
明治5年（1872年）2月、野洲郡守山村（現滋賀県守山市）の人民共立学校の訓道に招かれ、10月、編集者に着任した『滋賀新聞』は、全国に先駆けて発行された地方紙であった。当時の新聞発行は、京都・東京・大阪・神戸・長崎の5都市しか実施しておらず、大津は新聞社を持つ全国6番目の町となり、当初は京都新聞の分社として設立し、後に独立した。元士族を印刷工として雇ったとも伝えられ、新聞名は「淡海新聞」から「滋賀日報」、「淡海日報」から「江越日報」と変遷を重ねる。この間、山岡は社主を引き受けると、県下で最初に新聞に活版印刷を取り入れて、日刊の新聞をつぎつぎと刊行した。山岡の会社は後に滋賀県庁の御用印刷所の役割も担っている。
明治15年（1882年）、自由民権運動が盛んになる中大津でも大津自由党が結成され、2月10日に党の第一次会において党規約が決まると、暫定の人事として会長職に山岡景命、常務委員に宇野保太郎・富田毎千代・酒井有が就任したが、政治は国会開設へと向かう中、同年、経営不振により山岡の新聞は廃刊となった。
月見山霊園にある山岡家墓所には景命の墓碑も建立されており、大正12年（1923年）9月19日、横浜で没したと刻まれている。

## 主な著作・編書
書名は常用漢字に改めた。
- 山岡景命 編『単語篇図識』滋賀県、1874年。国立国会図書館書誌ID:000000495687。明治7年7月。全3冊（初篇22、2編22、3編9丁）23cm。
- 山岡景命 編『公用書式文例 : 郡区改正鼇頭注解』立憲書房、1879年。doi:10.11501/786569。国立国会図書館書誌ID:000000439727。明治12年11月。120丁 ; 13cm。
- 山岡景命 編『改正徴兵令俗解』松栢書房、1884年。doi:10.11501/904577。国立国会図書館書誌ID:000000524711。明治17年1月。28p ; 20cm。
- 山岡景命 編『西陣織物沿革提要』三景堂、1891年。doi:10.11501/802764。 NCID BN15913614。国立国会図書館書誌ID:000000452146。明治24年11月。36丁 ; 23cm。
- 山岡景命『特許取消審判始末 : 定紋織出』山岡景命、1893年。doi:10.11501/1084007。国立国会図書館書誌ID:000009253955。私家版。32p ; 20cm。